# Leonia Chmielnik
Leonia Chmielnik (ur. 21 lutego 1941 w Cieszynie) – polska rzeźbiarka.

## Życiorys
W 1965 ukończyła Wydział Malarstwa Grafiki i Rzeźby Państwowej Wyższej Szkoły Sztuk Plastycznych w Poznaniu. Studiowała w pracowniach: Jacka Pugeta, Bazylego Wojtowicza i Tadeusza Brzozowskiego. W 1965 przybyła do Szczecina, gdzie zamieszkała na stałe.
Trzykrotnie otrzymała stypendium Ministerstwa Kultury i Sztuki. Uczestniczka wielu plenerów oraz wystaw indywidualnych i zbiorowych w Polsce i za granicą. Prace rzeźbiarskie wykonuje w metalu, kamieniu. drewnie i ceramice. Para się także malarstwem i grafiką.

## Wystawy indywidualne[1][2]
- 1980 – Oronsko – Centrum Rzeźby Polskiej – rysunek
- 1982 – Szczecin – klub MPiK – rysunek
- 1986 – Szczecin – klub MPiK – rzeźba patynowana
- 1987 – Szczecin – Brama Królewska – rzeźba ceramiczna, rysunek
- 1989 – Szczecin – MPiK rzeźba
- 1991 – Galeria pod Bocianem – rzeźba
- 1991 – Puchheim Niemcy – rzeźba
- 1994 – Szczecin Bank Inicjatyw Gospodarczych – rzeźba
- 1997 – Buchholz – Niemcy – rzeźba
- 1998 – Szczecin – Pomorski Bank Kredytowy wystawa jednego dzieła – rzeźba
- 1999 – Buchholz – Niemcy – rzeźba
- 1999 – Szczecin – Klub Garnizonowy – rzeźba
- 2001 – Greifswald – Niemcy – rzeźba
- 2005 – Buchholz – Niemcy – rzeźba
- 2007 – 40-lecie pracy twórczej – Zamek Książąt Pomorskich – Szczecin
- 2010 – „Okruchy radości” – Wystawa rzeźby – Galeria, Szczecin
- 2017 – „Forma • Faktura” – wystawa rzeźby i rysunku, Zamek Książąt Pomorskich, Szczecin

## Dzieła rzeźbiarskie
- Pomnik Bogusława X Anny Jagiellonki – Szczecin 1974 – współautorstwo[1]
- Gryf Pomorski – Szczecin 1970 – kamień[1]
- Maska – amfiteatr – Szczecin – granit[1]
- Kwiat – Świnoujście 1980 – blacha miedziana[1]
- Telesfor – Świnoujście – kamień[1]
- Paw – Międzyzdroje – kamień[1]
- Adam i Ewa – Legnica – kamień[1]
- Dwie Gracje – Łobez – kamień[1]
- Dziewczyna z gąskami – Łobez – kamień[1]
- Narodziny wiosny – Szczecin 1982 – blacha miedziana[1][3]
- Dzieci – Szczecin 1972 – sztuczny kamień[3]
- Dziewczyna w Długiej Sukni – Szczecin 1970 – sztuczny kamień[3]
- Rzeźby i tablice pamięci na cmentarzach: Barlinek 1978 – współautorstwo, Trzcińsko Zdrój 1979, Golczewo – Sosnowice 1987[1]
- Realizacja na Międzynarodowych Sympozjach Rzeźbiarskich: Kuhlungsborn – 1988, Heilligendamra – 1993, Miggenwalde – 1994, Gutzow – 1999, Behringen – 1997, 1999; Greifswald – Wick – 2002[1]

Galeria prac Leonii Chmielnik
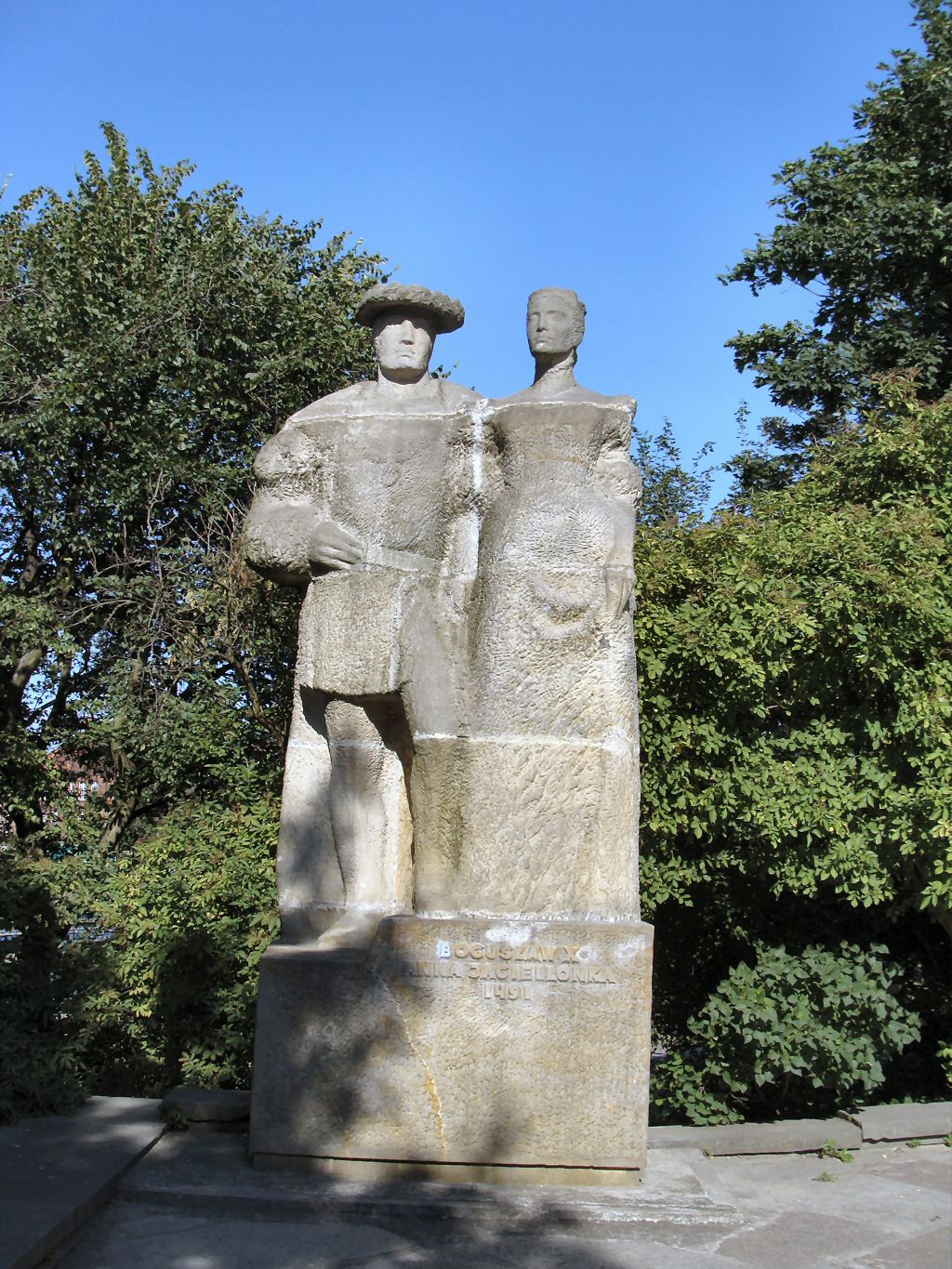
Pomnik Bogusława X i Anny Jagiellonki (Szczecin)
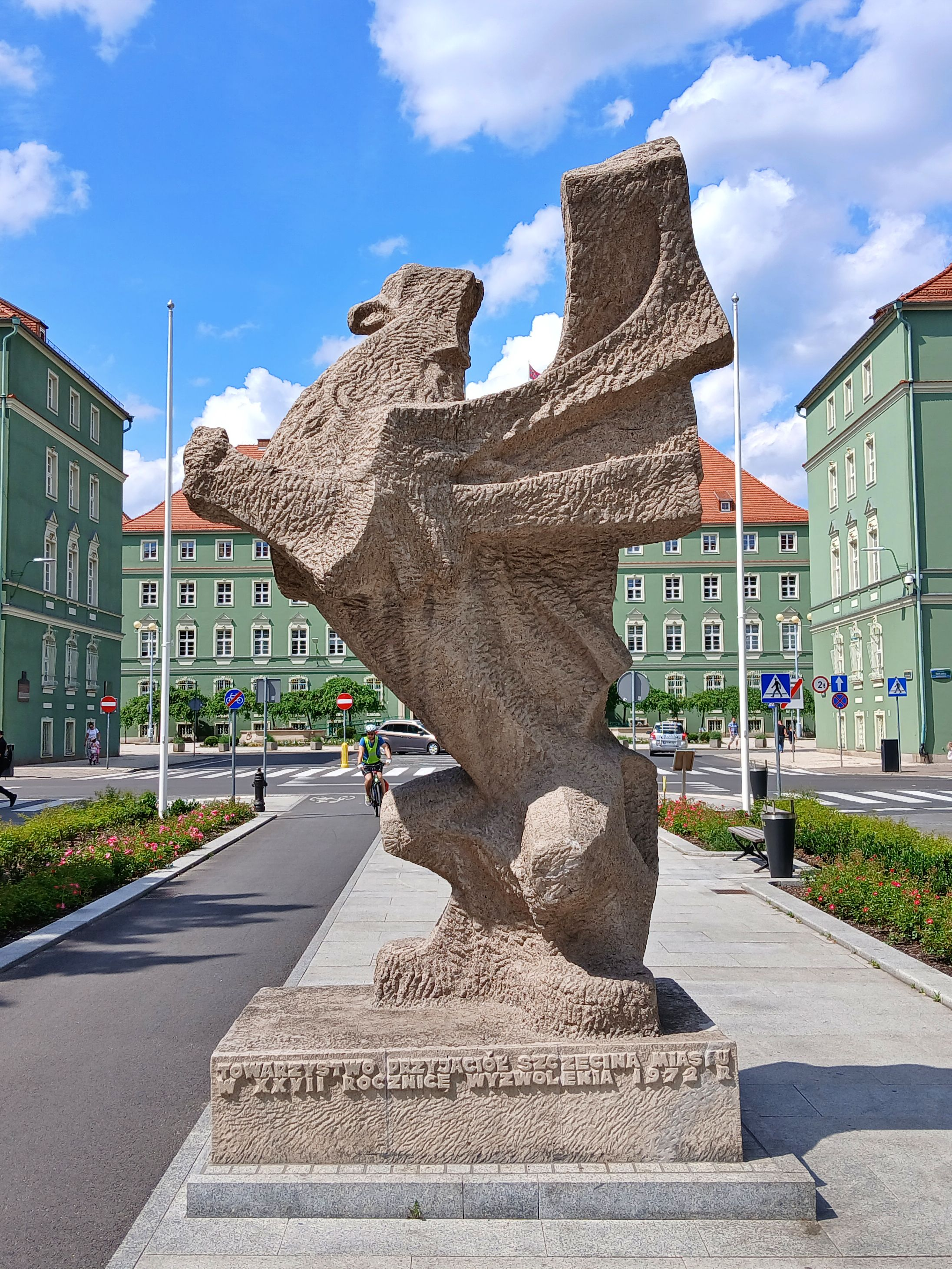
Pomnik Gryfa Pomorskiego (Szczecin)
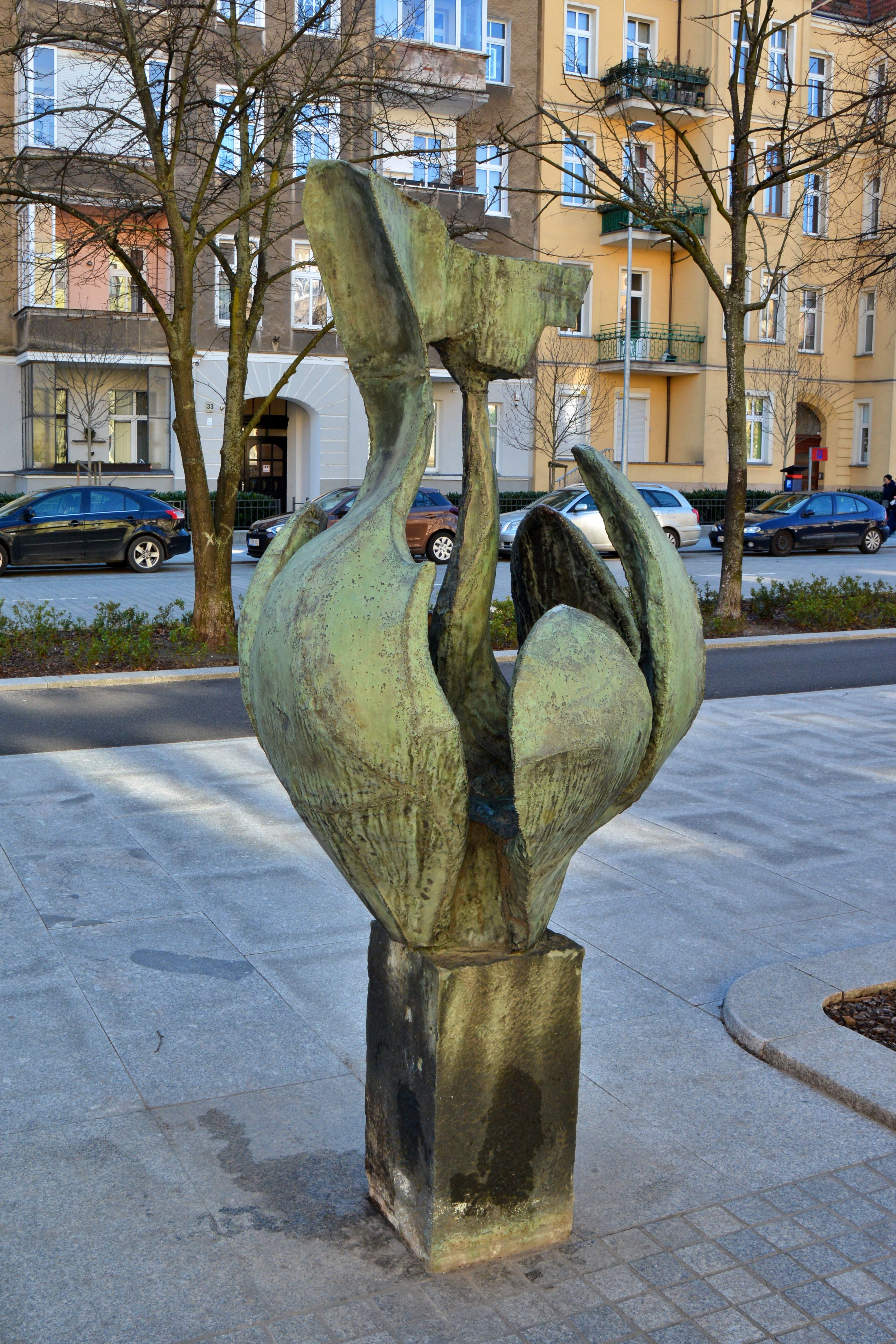
Rzeźba „Narodziny Wiosny” (Szczecin)
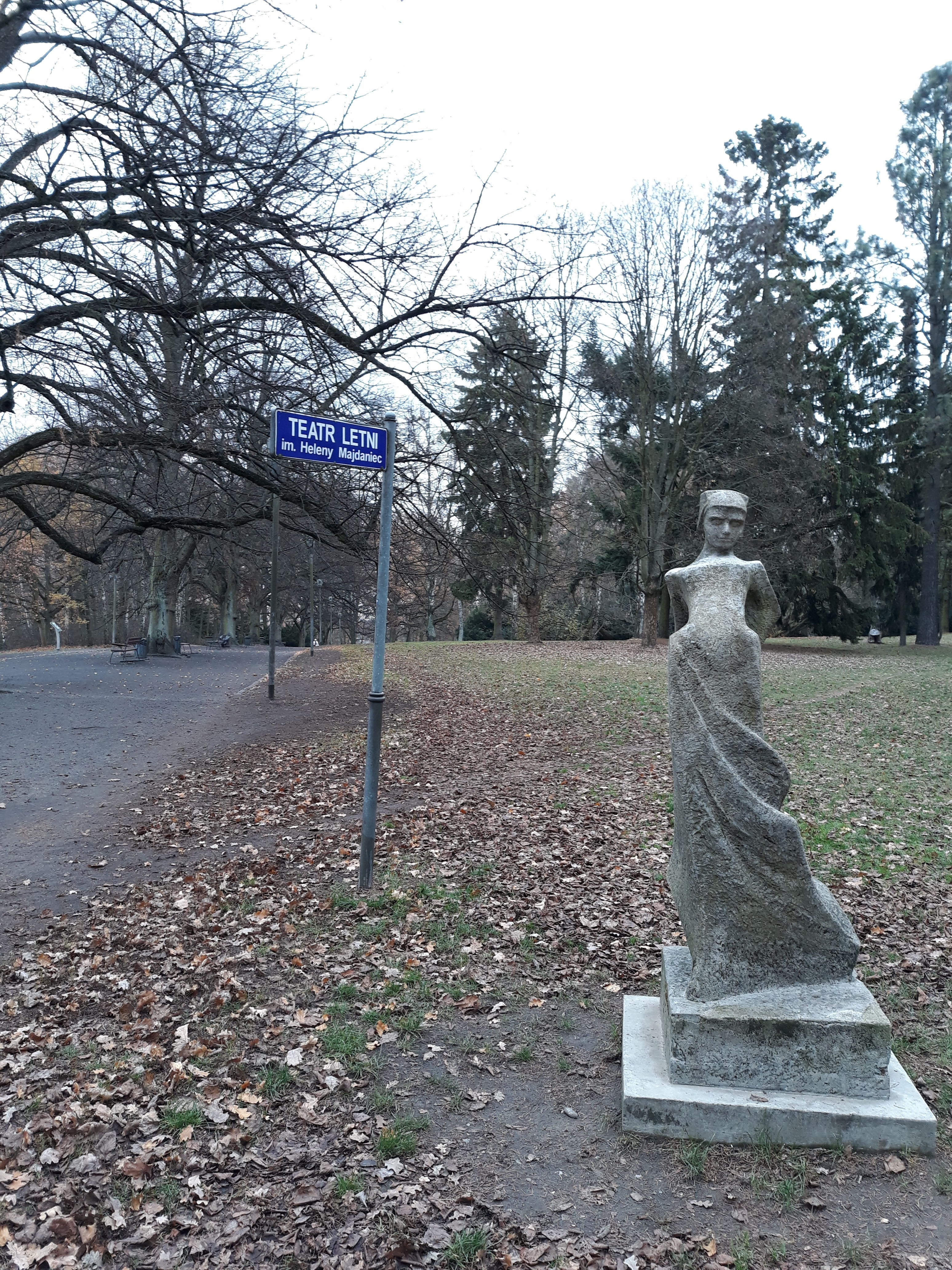
Rzeźba „Dziewczyna w Długiej Sukni” (Szczecin)
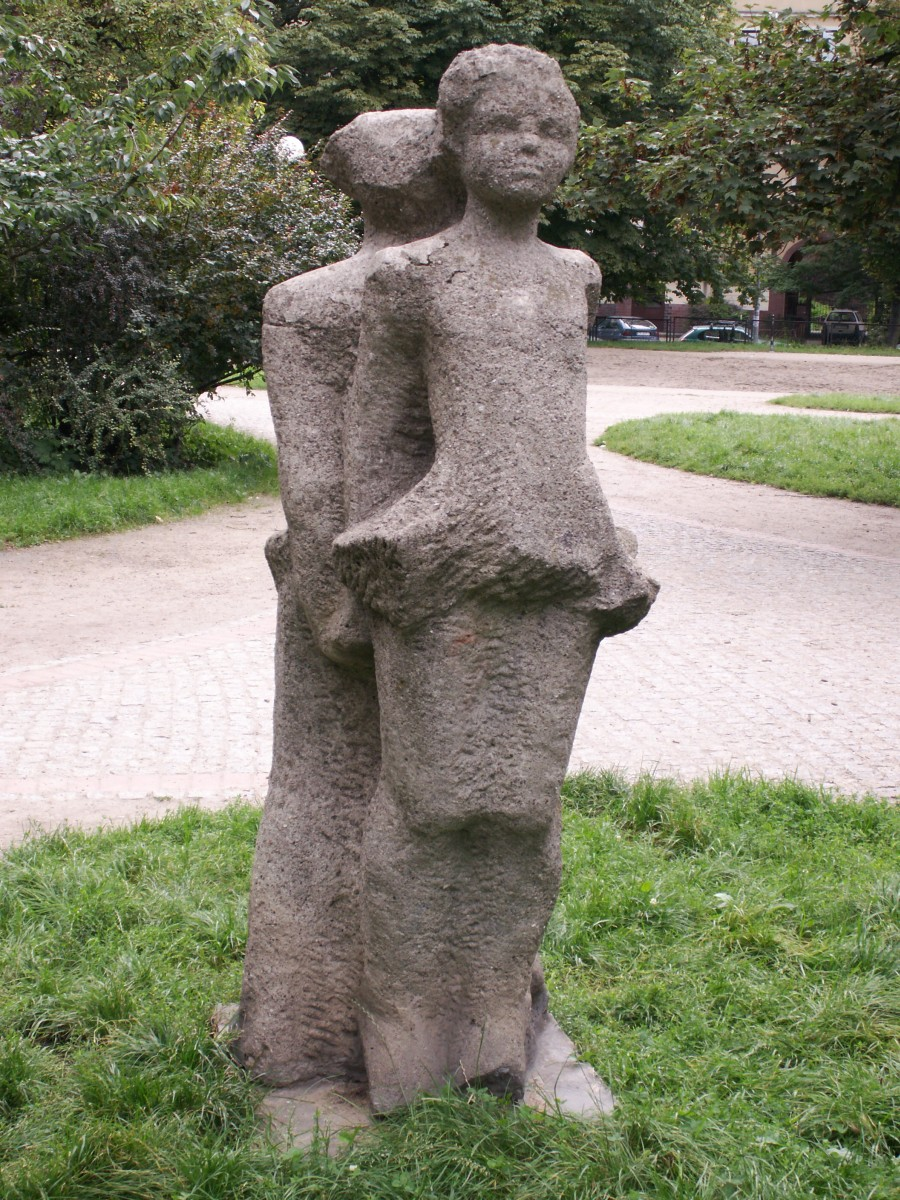
Rzeźba „Dzieci” (Szczecin)
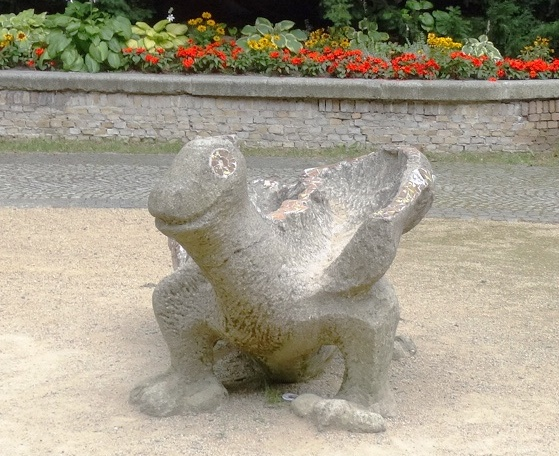
Rzeźba „Smok Telesfor” (Świnoujście)